# آماندا باتلر
آماندا باتلر (انگلیسی: Amanda Butler؛ زادهٔ ۶ مارس ۱۹۷۲) بازیکن بسکتبال، و سرمربی (بسکتبال) اهل ایالات متحده آمریکا است.